# Kaukasische owcharka
De Kaukasische owcharka is een hondenras, populair in zijn streek van herkomst: Georgië, Armenië en omringende gebieden in de Kaukasus.

## Oorsprong en gebruik
De Kaukasische owcharka is van de drie variëteiten binnen de owcharka, de grootste en meest massieve. Het woord owcharka  betekent in het Russisch “hond van de herder”. Deze vorm van herdershond is echter geen hoeder maar een kuddebewaker. Het ontstaan van de Kaukasische owcharka ligt waarschijnlijk in Tibet. Vanuit Tibet zijn de honden met nomaden naar het huidige Armenië vervoerd. Hier hebben deze honden hun ware aard kunnen ontwikkelen en wel als hoeder en bewaker van de kudden. De kudden moesten beschermd worden tegen wolven, beren en mensen die de kudde schade wilden toebrengen. De hond moest dit samen met andere honden doen, zonder inmenging van de herder, want de herder bracht zijn kudde en de honden naar de weide en liet de honden gedurende ongeveer een half jaar met de kudde alleen. Om de kudde tegen gevaren te beschermen moesten de honden bovenal moedig en betrouwbaar zijn en in staat zijn zichzelf en de kudde in leven te houden.
In het verleden  was het zeer moeilijk om een Kaukasische owcharka te bemachtigen. Gezien de leefomstandigheden van de honden werden zij nooit erg oud en behield de herder de pups zelf. Buiten de herders waren het slechts de staatskennels die de honden konden fokken. Gezien de economische situatie in de Sovjet-Unie was het onderhoud van een dergelijke grote hond in verhouding een zware last. Heden ten dage zijn liefhebbers van dit ras bezig om het ras weer te laten floreren. Momenteel zijn er ongeveer een 200-tal honden van dit ras in Nederland te vinden.

## Karakter
Van de owcharka soorten is de Kaukaas degene bij wie de eventuele toekomstige eigenaar het meest rekening moet houden met zijn karakter. Aangezien deze honden het vele jaren “op eigen houtje” moesten redden hebben zij een zeer sterke zelfstandigheid ontwikkeld, die bij het tonen van enige zwakte van de baas direct de overhand krijgt. Deze honden hebben een baas nodig met een grote stabiliteit en sterk karakter. Buiten deze eigenschappen van de baas moet deze er ook rekening mee houden dat de honden een goede opvoeding en socialisatie nodig hebben, waarbij de socialisatie voortdurend onderhouden moet worden.

## Standaard
Algemeen: De Kaukasische owcharka heeft een lichaam dat 8-10 % langer is dan de schofthoogte, waarbij de lengte wordt gemeten van het uiterste puntje van de staartinplant tot aan de schouders. Het haar is lang van structuur met een dikke wollige ondervacht. De hond moet duidelijke mannelijkheid of vrouwelijkheid uitstralen al naargelang de sekse van de hond. De schofthoogte van de reu moet minimaal 65 cm zijn en van de teef minimaal 62 cm. Een maximale hoogte is niet gegeven maar er dient wel op gelet te worden dat de hoogte in verhouding is. De borst is vrij diep met een lichte welving, reikend tot iets onder of tot aan de ellebogen. De buik moet iets opgetrokken zijn waarbij de rug recht, breed en vlak blijft. Zowel de voor- als achterpoten zijn voorzien van zwaar gebeente, waarbij ze goed gehoekt en krachtig moeten blijven. De hals is krachtig en sterk doch gezien de lichaamslengte eerder kort dan lang te noemen en matig hoog aangezet. 
Kleur: alle kleurschakeringen worden gezien bij de Kaukaas. De enige echte fout is een ondervacht die dezelfde kleur heeft als de bovenbeharing.
Hoofd en schedel: massief, met zware jukbeenderen en een breed en vlak voorhoofd voorzien van een duidelijke schedelgroef. De stop is licht en de snuit en schedel zijn bijna even lang waarbij de voorsnuit naar de neuspunt toe iets versmalt. De neuspunt is groot en breed en meestal zwart (bij lichte en witte honden bruin). De lippen zijn dik en goed aangesloten. De tanden zijn groot en  wit, goed ontwikkeld en dicht op elkaar geplaatst. Het gebit is scharend. De ogen zijn ovaal, diepliggend en donker van kleur. In de landen van herkomst worden de oren vlak na de geboorte zeer kort gecoupeerd. In België en Nederland is couperen verboden. De oren zijn hoog aangezet en hangend, driehoekig van vorm.
Staart: hoog aangezet en neerwaarts hangend tot aan het spronggewricht waarbij het puntje van de staart gebogen is.
Voeten: zowel de voor- als achtervoeten zijn groot en ovaal en licht gewelfd.
Beharing: rechte grove beharing met zeer goed ontwikkelde ondervacht (ook wel onderwol genoemd) die een lichtere onderkleur moet vertonen dan het dekhaar. Op het hoofd en de voorkant van de poten zijn de haren korter en liggen vlakker aan.

## Gebruik
Bovenal als werk- en waakhond, waarbij specifiek de bewaking van grote terreinen, en gezinshond.

## Activiteit
De Kaukasische owcharka heeft zeer veel lichaamsbeweging nodig en een groot terrein om te bewaken. Deze honden hebben te allen tijde “iets” nodig om te bewaken anders gaat de hond zelf op zoek naar iets om te bewaken zoals de voerbak, waarbij er dan aan gedacht moet worden dat alleen de baas er nog aan mag komen. En wee de buitenstaander die dit probeert.

## Verzorging
Tijdens de ruiperiode kan men de vacht best regelmatig borstelen. De vacht komt meestal los met grote plukken.

## Aard
- intelligent
- moedig
- leergierig
- trouwe, onomkoopbare bewaker
- zeer wantrouwend tegenover vreemden
- gemakkelijke aanpassing aan weersomstandigheden
- zeer geringe "will to please"
- buitengewoon zelfstandig
- Heeft een consequente en stabiele baas nodig

Affenpinscher ·
Aidi ·
Anatolische herder ·
Appenzeller sennenhond ·
Argentijnse dog ·
Berner sennenhond ·
Bordeauxdog ·
Boxer ·
Broholmer ·
Bullmastiff ·
Ca de Bou ·
Cane corso ·
Cão da Serra da Estrela ·
Cão de Castro Laboreiro ·
Centraal-Aziatische owcharka ·
Cimarrón Uruguayo ·
Ciobanesc Romanesc de Bucovina ·
Deens-Zweedse boerderijhond ·
Dobermann ·
Dogo Canario ·
Duitse dog ·
Duitse pinscher ·
Dwergpinscher ·
Dwergschnauzer ·
Engelse buldog ·
Entlebucher sennenhond ·
Fila brasileiro ·
Grote Zwitserse sennenhond ·
Hollandse smoushond ·
Hovawart ·
Kaukasische owcharka ·
Kraški ovčar ·
Landseer ECT ·
Leonberger ·
Mastiff ·
Mastín del Pirineo ·
Mastín español ·
Mastino napoletano ·
Middenslagschnauzer ·
Newfoundlander ·
Oostenrijkse pinscher ·
Pyrenese berghond ·
Rafeiro do Alentejo ·
Riesenschnauzer ·
Rottweiler ·
Šarplaninac ·
Shar-pei ·
Sint-bernard ·
Tibetaanse mastiff ·
Tornjak ·
Tosa ·
Zwarte Russische terriër